# Nastri d'argento 1976
Els Nastri d'argento 1976 foren la 31a edició de l'entrega dels premis Nastro d'Argento (Cinta de plata) que va tenir lloc el 1976.

## Guanyadors

### Millor director
- Michelangelo Antonioni - Professione: reporter
- Francesco Rosi - Cadaveri eccellenti
- Mario Monicelli – Amici miei

### Millor director novell
- Ennio Lorenzini - Quanto è bello lu murire acciso
- Peter Del Monte - Irene, Irene

### Millor productor
- Andrea Rizzoli - Amici miei
- Cinericerca - Il sospetto
- Alberto Grimaldi - pel conjunt de la seva producció

### Millor argument original
- Leonardo Benvenuti, Piero De Bernardi, Pietro Germi i Tullio Pinelli - Amici miei
- Marco Bellocchio - Marcia trionfale
- Franco Solinas - Il sospetto

### Millor guió
- Leonardo Benvenuti, Piero De Bernardi, Pietro Germi i Tullio Pinelli - Amici miei
- Francesco Rosi, Tonino Guerra, Lino Iannuzzi - Cadaveri eccellenti
- Franco Solinas, Francesco Maselli - Il sospetto

### Millor actor protagonista
- Michele Placido - Marcia trionfale
- Giulio Brogi - San Michele aveva un gallo
- Ugo Tognazzi - Amici miei
- Nino Manfredi - Attenti al buffone

### Millor actriu protagonista
- Monica Vitti - L'anatra all'arancia
- Agostina Belli - Telefoni bianchi
- Lisa Gastoni - Scandalo
- Giovanna Ralli - Colpita da improvviso benessere

### Millor actriu no protagonista
- Maria Teresa Albani - Per le antiche scale
- Milena Vukotic - Amici miei
- Anna Mazzamauro - Fantozzi
- Anna Proclemer - Cadaveri eccellenti

### Millor actor no protagonista
- Ciccio Ingrassia - Todo modo
- Tino Carraro - Cadaveri eccellenti
- Duilio Del Prete - Amici miei

### Millor banda sonora
- Adriano Celentano - Yuppi du
- Giorgio Gaslini - Profondo rosso
- Giovanna Marini - Per le antiche scale

### Millor fotografia
- Luciano Tovoli - Professione: reporter
- Ennio Guarnieri - Per le antiche scale
- Giuseppe Rotunno - Divina creatura

### Millor vestuari
- Gabriella Pescucci - Divina creatura
- Piero Tosi - Per le antiche scale
- Ugo Pericoli - Saló Kitty

### Millor escenografia
- Fiorenzo Senese - Divina creatura
- Andrea Crisanti - Cadaveri eccellenti
- Enrico Fiorentini - Saló Kitty

### Millor pel·lícula estrangera
- Miloš Forman - Algú va volar sobre el niu del cucut (One Flew Over the Cuckoo's Nest)
- Robert Altman – Nashville
- Martin Scorsese - Mean Streets

### Nastro d’argento especial
- Pietro Germi (in memoriam)